# Generalsuperintendenz Hall
Die Generalsuperintendenz Hall bzw. das Generalat Hall (heute als Prälatur oder auch Sprengel bezeichnet) war bis zur Auflösung 1913 eine von damals sechs Generalsuperintendenzen der Evangelischen Landeskirche in Württemberg. Es handelte sich um einen kirchlichen Verwaltungsbezirk. Die Leitung der Generalsuperintendenz oblag dem Generalsuperintendenten (heute Prälat), der heute gelegentlich auch als Regionalbischof bezeichnet wird.

## Aufgaben
Der Generalsuperintendent als Leiter der Generalsuperintendenz hatte die Aufgabe, die Dekane in seiner Generalsuperintendenz zu visitieren. Er war aber auch in der Seelsorge unter den Pfarrern tätig und wirkte bei der Wiederbesetzung der Gemeindepfarrstellen mit.

## Gebiet
Die Generalsuperintendenz Hall umfasste den Nordosten der Evangelischen Landeskirche in Württemberg, also das Gebiet von Weikersheim im Norden bis Heidenheim an der Brenz im Süden und von Künzelsau im Westen bis Crailsheim im Osten. Zu ihm zählten die Kirchenbezirke bzw. Dekanate Aalen, Blaufelden, Crailsheim, Gaildorf, Schwäbisch Hall, Heidenheim, Künzelsau, Langenburg, Öhringen, Schorndorf, Weikersheim und Welzheim.

## Geschichte

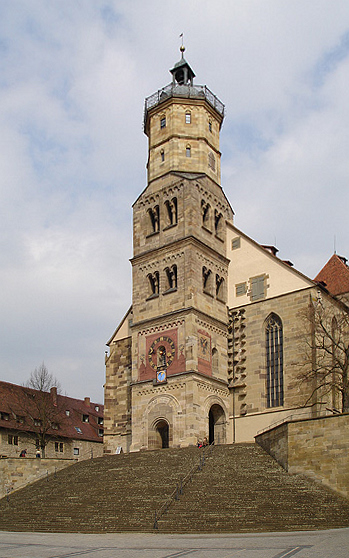
St. Michael, eine gotische Hallenkirche mit romanischem Turm

Die Generalsuperintendenzen in Württemberg wurden bald nach Einführung der Reformation an den Standorten der ehemaligen Klöster (Adelberg, Bebenhausen, Denkendorf und Maulbronn) eingesetzt. An der Spitze stand jeweils ein dem Propst der Stiftskirche Stuttgart unterstehender Generalsuperintendent. Das Amt des Generalsuperintendenten war jedoch meist nicht mit dem jeweiligen Klostersitz verbunden, vielmehr trug der Verwaltungsbezirk lediglich deren Bezeichnung. Im Laufe Geschichte wurden die Bezeichnungen der Generalsuperintendenturen mehrmals verändert.
Schwäbisch Hall gehörte als Freie Reichsstadt bis 1803 nicht zu Württemberg. Erst seit 1823 gibt es daher eine Generalsuperintendenz Hall. Damals wurde die 1810 eingerichtete Generalsuperintendenz Öhringen-Schöntal aufgelöst und stattdessen eine neue in Schwäbisch Hall errichtet. Durch Königlich Entschließung vom 16. März 1913 wurde die Generalsuperintendenz Hall mit Wirkung vom 1. April 1913 aufgelöst und das Gebiet überwiegend der Generalsuperintendenz Heilbronn zugeordnet, die Dekanate Aalen, Heidenheim und Welzheim kamen zur Generalsuperintendenz Ulm. Aus der Generalsuperintendenz Heilbronn ging 1924 die Prälatur Heilbronn hervor. Bis 1951 hatte der Prälat von Heilbronn noch in Schwäbisch Hall seinen Sitz.

## Generalsuperintendenten seit 1823
- 1823–1831: Wilhelm Heinrich Gottfried von Dapp
- 1832–1839: Johann Gottfried von Pahl
- 1839–1841: Karl August von Faber
- 1841: Christian David Alexander von Heermann
- 1841–1844: Heinrich Christoph Wilhelm von Sigwart
- 1845–1873: Gebhard von Mehring
- 1873–1886: Johann Friedrich Karl von Beck
- 1886–1890: Georg Ernst Julius von Ege
- 1890–1896: Adolf Friedrich von Walcker
- 1896–1900: Oskar Achilles Gustav von Schwarzkopf
- 1900–1913: Paulus von Braun